# 扬·赫日马内克
扬·赫日马内克（捷克語：Jan Heřmánek，1907年5月28日—1978年5月13日），捷克斯洛伐克男子拳击运动员。他曾代表捷克斯洛伐克参加1928年夏季奥林匹克运动会拳击比赛，获得男子中量级银牌。